# Grenadai labdarúgó-válogatott
A grenadai labdarúgó-válogatott – avagy becenevükön The Spice Boyz – Grenada nemzeti csapata, amelyet a grenadai labdarúgó-szövetség (angolul: Grenada Football Association) irányít. A CONCACAF-tag szigetország nemzeti tizenegye legnagyobb sikerét az 1989-es karibi kupa ezüstérmével jegyzi.

## Korábbi mérkőzések 2008-ban
| Időpont           | Helyszín     | Ellenfél                                  | Eredmény | Kiírás       |
| ----------------- | ------------ | ----------------------------------------- | -------- | ------------ |
| 2008. január 20.  | Georgetown   | Guyana (i)                                | 2 – 1    | Barátságos   |
| 2008. február 10. | Kingstown    | Saint Vincent és a Grenadine-szigetek (i) | 2 – 1    | Barátságos   |
| 2008. március 15. | St. George's | Barbados (o)                              | 1 – 1    | Barátságos   |
| 2008. március 26. | St. George's | Amerikai Virgin-szigetek (o)              | 10 – 0   | Vb-selejtező |
| 2008. április 27. | Macoya       | Trinidad és Tobago (i)                    | 0 – 2    | Barátságos   |
| 2008. június 10.  | St. George's | Jamaica (o)                               | 2 – 1    | Barátságos   |
| 2008. június 14.  | St. George's | Costa Rica (o)                            | 2 – 2    | Vb-selejtező |
| 2008. június 21.  | San José     | Costa Rica (i)                            | 0 – 3    | Vb-selejtező |

## Következő mérkőzések
Nincs lekötött mérkőzésük.

## Nemzetközi eredmények
Karibi kupa
- Ezüstérmes: 1 alkalommal (1989)

## Világbajnoki szereplés
- 1930 – 1978: Nem indult.
- 1982: Nem jutott be.
- 1986: Visszalépett.
- 1990: Nem indult.
- 1994: Nem indult.
- 1998 – 2018: Nem jutott be.

## CONCACAF-aranykupa-szereplés
- 1991: Nem indult.
- 1993 – 2007: Nem jutott be.
- 2009: Csoportkör.
- 2011: Csoportkör.

## Játékosok

### Híresebb játékosok
- Bojan Josipovic
- Alvin Bubb
- Byron Bubb
- Kellon Baptiste
- Ricky Charles
- Delroy Facey
- Shalrie Joseph
- Dwane Lee
- Anthony Modeste
- Patrick Modeste
- Jason Roberts
- Craig Rocastle

## Külső hivatkozások
- Grenadai Labdarúgó-szövetség hivatalos oldala (angolul)
- Grenada a FIFA.com-on Archiválva 2011. október 10-i dátummal a Wayback Machine-ben (angolul)
- Grenada a CONCACAF.com-on (angolul)
- Grenada mérkőzéseinek eredményei az rsssf.com-on (angolul)
- Grenada mérkőzéseinek eredményei az EloRatings.net-en (angolul)
- Grenada a national-football-teams.com-on (angolul)
- Grenada mérkőzéseinek eredményei a Roon BA-n (angolul)
- Grenada a transfermarkt.de-n (németül)
- Grenada a weltussball.de-n (németül)
- Grenada a fedefutbol.net-en (spanyolul)